# Ji Xinpeng
Ji Xinpeng är en kinesisk idrottare som tog guld i badminton vid olympiska sommarspelen 2000 i Sydney.